# 克拉科夫省
克拉科夫省（Województwo krakowskie）在波蘭歷史上曾出現過數次：

## 1945-1975
面積15,350平方公里，1965年人口2,127,600人。

## 1975-1998
最近一次出現克拉科夫省是在1975年-1998年期間，1999年1月1日被併入小波蘭省。面積3,254平方公里。1998年人口1,245,000人。首府克拉科夫。